# Torneo de Bania Luka 2023
El Srpska Open 2023 fue un evento de tenis de la ATP Tour 250 serie. Se disputó en Bania Luka, Bosnia y Herzegovina, en el Nacionalni teniski centar desde el 17 hasta el 23 de abril de 2023.

## Distribución de puntos
| Modalidad            | Campeón | Finalista | Semifinales | Cuartos de final | 2ª ronda | 1ª ronda | Clasificados | 2ª ronda de clasificación | 1ª ronda de clasificación |
| Individual masculino | 250     | 165       | 100         | 50               | 25       | 0        | 13           | 7                         | 0                         |
| Dobles masculino     | 250     | 150       | 90          | 45               | 20       | 0        | -            | -                         | -                         |

## Cabezas de serie

### Individuales masculino
| Tenista           | Ranking | Preclasificado |
| Novak Djokovic    | 1       | 1              |
| Andrey Rublev     | 6       | 2              |
| Borna Ćorić       | 20      | 3              |
| Miomir Kecmanović | 34      | 4              |
| Tallon Griekspoor | 35      | 5              |
| Jiří Lehečka      | 42      | 6              |
| Richard Gasquet   | 43      | 7              |
| Grégoire Barrère  | 57      | 8              |

- Ranking del 10 de abril de 2023.[2]

### Dobles masculino
| Tenistas                       | Ranking | Preclasificado |
| Jamie Murray Michael Venus     | 44      | 1              |
| Sander Gillé Joran Vliegen     | 89      | 2              |
| Sadio Doumbia Fabien Reboul    | 101     | 3              |
| Nicolás Barrientos Ariel Behar | 113     | 4              |

## Campeones

### Individual masculino
Dušan Lajović venció a  Andrey Rublev por 6-3, 4-6, 6-4

### Dobles masculino
Jamie Murray /  Michael Venus vencieron a  Francisco Cabral /  Aleksandr Nedovyesov por 7-5, 6-2